# Православни храм Светог Вацлава у Брну
Православни храм Светог Вацлава је сакрални објекат православне цркве Чешких земаља и Словачке лоциран у самом центру Брна у подножју старог града Шпилберг. Храм је направљен по нацрту руског архитекте Петра Левицког као први православни објекат у Брну уопште. Камељ темељац је био освећен 6. јула 1929. године, том догађају је био присутан и владика Горазд на кога је у знак сећања на улазу постављена спомен плоча. Изградња храма трајала је скоро две године а 25. маја 1931. је храм био освећен. 90их година 20. века је изграђен и звоник који се налази тик уз храм. Свете Литургије и богослужења се обављају по устаљеном распореду (не сваки дан, за информације ниже уведена страница).